# Dérive-chaîne
Un dérive-chaîne est un outil utilisé pour chasser ou remettre en place un rivet de chaîne de vélo. Le terme vient de « dériver », pour « enlever un rivet ».
Cet outil est utilisé pour retirer, installer ou réparer certains types de chaîne de vélo. Il n'est pas nécessaire pour « casser » certains types de chaîne, qui comprennent un  maillon rapide par lequel on peut « ouvrir » la chaîne sans outils. Cependant, quelle que soit la chaîne, le dérive-chaîne est nécessaire pour allonger ou raccourcir une chaîne de vélo.

## Composition

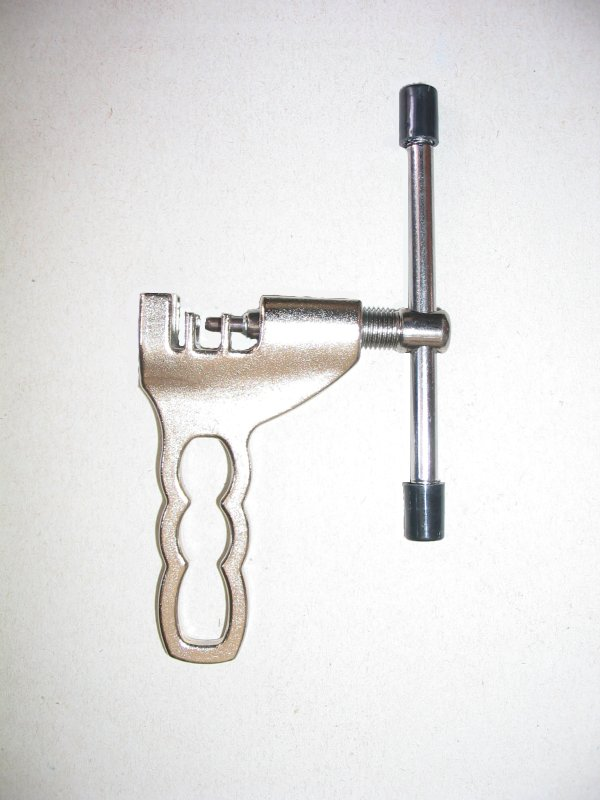
Dérive-chaîne.

Les différentes parties composant un dérive-chaîne sont :
- une partie fixe, comprenant trois gorges et une tige ou plaque permettant de maintenir l'outil en place pendant l'utilisation ;
- une tige filetée, se logeant dans le filetage de la partie fixe ;
- une manivelle, qui permet de faire tourner la tige filetée ;
- une pointe, située au bout de la tige filetée ; il est la plupart du temps possible de la changer lorsqu'elle est usée, mais il arrive parfois qu'elle soit solidaire de la tige.

## Usage
La chaîne s'insère perpendiculairement à l'outil. Il y a deux positions :
- du côté de la tige filetée : position haute ;
- de l'autre côté : position basse.

Pour chacune des positions, la chaîne est maintenue en place par deux protubérances entre lesquelles va se glisser un rouleau de la chaîne (le rouleau est la partie cylindrique reliant les maillons d'une chaîne, dans laquelle est glissé le rivet). Ainsi, la pointe de la tige filetée sera juste en face de l'extrémité du rivet. La pointe étant légèrement plus fine qu'un rivet, la rotation de la manivelle de l'outil aura pour effet de pousser le rivet à travers l'axe du rouleau.